# 생일 문제

모인 사람 수에 따라 생일이 같은 두 사람이 있을 확률이 얼마나 되는지를 보이는 그래프. 가로축이 사람 수,그리고 세로축이 확률을 나타낸다. 23명이 모였을 때 확률이 0.5를 넘어감을 보여 준다.

생일 문제(영어: Birthday problem)는 사람이 임의로 모였을 때 그 중에 적어도 생일이 같은 두 명이 존재할 확률을 구하는 문제이다.
생일의 가능한 가짓수는 (2월 29일을 포함하여) 366개이므로 367명 이상의 사람이 모인다면 비둘기집 원리에 따라 생일이 같은 두 명이 반드시 존재하며, 23명 이상이 모인다면 그 중 두 명이 생일이 같은 확률은 1/2를 넘는다.!
생일 문제는 일반적인 인간의 직관과 다른 결과를 가지는 것으로 알려져 있다. 얼핏 생각하기에는 생일이 366가지이므로 임의의 두 사람의 생일이 같을 확률은 1/366이고, 따라서 366명쯤은 모여야 생일이 같은 경우가 있을 것이라고 생각하기 쉽다. 그러나 실제로는 23명만 모여도 생일이 같은 두 사람이 있을 확률이 50%를 넘고, 57명이 모이면 99%를 넘어간다. 반대로 생각하면, 이 문제는 무작위로 만난 366명의 생일이 서로 겹치지 않고 고르게 분포할 확률이 사실상 없다는 점을 나타낸다.
생일이 같은 두 사람을 찾는 것과 비슷하게, 암호학적 해시 결과가 같은(해시 충돌) 두 입력값을 찾는 것 역시 모든 입력값을 계산하지 않아도 충분히 높은 확률로 해시 충돌을 찾을 수 있다. 이러한 암호 공격을 생일 공격(birthday attack)이라고 부른다.
반대로 1년 중에서 하루도 빠짐없이 모든 날짜에 생일자가 있을 경우는 확률이 0%가 아니다. 사람 수가 무한대라도 그 확률은 무한소가 될 뿐 생일이 같은 사람이 없을 확률은 정확히 0%에 수렴하므로 그보다 높다. 반대로 367명 이상의 생일자가 있는 그룹이 무한대라도 생일이 같은 사람이 없을 확률은 무한소가 아니라 날짜 상 완전한 0%이기 때문에 절대적이다.

## 확률 계산
만약 366명 이상의 사람이 있다면 비둘기집 원리에 따라 생일이 같은 두 사람이 존재해야 한다. 365명 이하의 사람이 있을 경우를 계산한다. {\displaystyle n}명의 사람이 있을 때 그 중 생일이 같은 사람이 둘 이상 있을 확률을 {\displaystyle p(n)}이라고 한다면, 반대로 모든 사람의 생일이 다를 확률 {\displaystyle {\bar {p}}(n)}은 {\displaystyle 1-p(n)}이 된다. 먼저 {\displaystyle {\bar {p}}(n)}을 구해보면, 두 번째 사람의 생일은 첫 번째 사람과 다르고, 세 번째 사람의 생일은 첫 번째와 두 번째 모두와 달라야 하므로 다음과 같은 식을 얻을 수 있다.
{\displaystyle {\begin{aligned}{\bar {p}}(n)&=1\times \left(1-{\frac {1}{365}}\right)\times \left(1-{\frac {2}{365}}\right)\times \cdots \times \left(1-{\frac {n-1}{365}}\right)\\&={365\times 364\times 363\times \cdots \times (365-n+1) \over 365^{n}}\\&={365! \over 365^{n}(365-n)!}\end{aligned}}}
가 되고, 최종적으로 구하고자하는 생일이 같은 사람이 둘 이상 있을 확률 {\displaystyle p(n)}은
{\displaystyle {\begin{aligned}p(n)&=1-{365! \over 365^{n}(365-n)!}\end{aligned}}}
가 된다. 여기서, n≤365 인 자연수이고, !는 계승 (수학)을 의미한다.
이 {\displaystyle p(n)}값을 특정 n 값에 대해 계산하면 다음과 같다.
| n   | p(n)                             |
| --- | -------------------------------- |
| 1   | 0.0%                             |
| 5   | 2.7%                             |
| 10  | 11.7%                            |
| 20  | 41.1%                            |
| 23  | 50.7%                            |
| 30  | 70.6%                            |
| 40  | 89.1%                            |
| 50  | 97.0%                            |
| 60  | 99.4%                            |
| 70  | 99.9%                            |
| 100 | 99.99997%                        |
| 200 | 99.9999999999999999999999999998% |
| 300 | (100 − (6×10−80))%               |
| 350 | (100 − (3×10−129))%              |
| 365 | (100 − (1.45×10−155))%           |
| 366 | 100%                             |
| 367 | 100%                             |

즉, 50명만 모이면 그 가운데 2명 이상의 생일이 같을 확률이 97%이고, 100명이 모이면 거의 1에 가까워진다는 것을 알 수 있다.

## 참고 문헌
- Abramson, M.; Moser, W. O. J. (1970). “More Birthday Surprises”. 《American Mathematical Monthly》 77: 856–858. doi:10.2307/2317022.
- Bloom, D. (1973). “A Birthday Problem”. 《American Mathematical Monthly》 80: 1141–1142. doi:10.2307/2318556. JSTOR 2318556.
- Kemeny, John G.; Snell, J. Laurie; Thompson, Gerald (1957). 《Introduction to Finite Mathematics》 Fir판.
- Klamkin, M.; Newman, D. (1967). “Extensions of the Birthday Surprise”. 《Journal of Combinatorial Theory》 3: 279–282. doi:10.1016/s0021-9800(67)80075-9.
- McKinney, E. H. (1966). “Generalized Birthday Problem”. 《American Mathematical Monthly》 73: 385–387. doi:10.2307/2315408.
- Schneps, Leila; Colmez, Coralie (2013). 〈Math error number 5. The case of Diana Sylvester: cold hit analysis〉. 《Math on Trial. How Numbers Get Used and Abused in the Courtroom》. Basic Books. ISBN 978-0-465-03292-1.
- Sy M. Blinder (2013). 《Guide to Essential Math: A Review for Physics, Chemistry and Engineering Students》. Elsevier. 5–6쪽. ISBN 978-0-12-407163-6.